# میدان نفتی الوند
این میدان نفتی از میدان‌های نفتی ایران است، که در استان هرمزگان و در فاصله ۴۷ کیلومتری جنوب غربی جزیره سیری و ۲۴ کیلومتری غرب سکوی بهره‌برداری نصر قرار دارد. از خصوصیات بارز این میدان درصد بسیار کم آب همزاد و نمک موجود در نفت بوده و درجه کیفی (API) آن ۳۳٫۵ است.
بهره‌برداری از این میدان با حفاری ۱۱ حلقه چاه افقی در لایه نفتی با فشار طبیعی مخزن و با احداث سکوهای بهره‌برداری DPH و DPG از سال ۱۳۷۷ آغاز گردیده است. با شروع برنامه‌های توسعه‌ای میدان نفتی از سال ۱۳۸۹ در راستای افزایش تولید از این میدان تاکنون ۳ حلقه چاه تولیدی جدید در سکوی DPH در اعماق ۳۵۰۰ تا ۴ هزار متری از بستر دریا حفاری افقی گردیده و با پمپ درون چاهی تکمیل شده‌اند که افزایش تولید این میدان را در پی داشته است.
با نصب پمپ در چاه‌های H1 و H5 برداشت از این چاه‌ها افزایش یافته، همچنین حفاری افقی چاه H6 و نفوذ به لایه نفتی «میشریف» در حال انجام است. یکی از اهداف توسعه این میدان نفتی مجهز نمودن اکثر چاه‌ها به پمپ درون چاهی و نیز حفاری‌های جدید به منظور افزایش تولید و برداشت حداکثر با نگاه صیانتی است.